# Unsterbliche Tonkunst
Unsterbliche Tonkunst. Lebens- und Schaffensbilder großer Musiker ist eine musikalische Buchreihe aus der Zeit des Nationalsozialismus, die von Herbert Gerigk (1905–1996) aus Berlin, dem Leiter der Hauptstelle Musik im Amt Rosenberg, unter Mitarbeit zahlreicher Musikgelehrter herausgegeben wurde und die seit 1936 im Verlag Akademische Verlagsgesellschaft Athenaion in Potsdam erschien, unter Mitwirkung von Paul Egert, Hans Engel, K. G. Fellerer, Julius Friedrich, Hermann Killer, Werner Korte, Helmuth Osthoff, Erich Schenk, Hermann Sirp, Joseph Müller-Blattau und anderen. Jeder Band hat ca. 130 Seiten und ist mit vielen Notenbeispielen und Abbildungen versehen. Die Bände bauen nach Darstellung des Verlagsprospektes auf den „neuesten Forschungsergebnissen“ auf und schildern „Persönlichkeit und Werk, Zeit und Umwelt der Musiktheorien der Nationen und ihre Beziehungen zu unserer Zeit“. Die Reihe wendet sich jedoch an ein breites Publikum bis zum Musikliebhaber und Hörer guter Musik. Früh erschienene Bände waren die von Hans Engel über Franz Liszt und von Paul Egert über Friedrich Chopin (beide 1936), der letzte von Karl Gustav Fellerer über Edvard Grieg erschienen 1942. 
Die Sammlung Unsterbliche Tonkunst zählt zusammen mit den Klassikern der Tonkunst in ihren Schriften und Briefen zu den von der Hauptstelle Musik systematisch weitergeführten Schriftenreihen. Als Hauptziel wurde von Herausgeber Gerigk der Versuch angegeben, erstmals das Leben und Schaffen bedeutender Musiker unter dem Aspekt der nationalsozialistischen Weltanschauung zu vermitteln. Angesichts mehrerer oberflächlicher Nachahmungen erscheine die ununterbrochene Weiterführung beider Schriftenreihen notwendig.
Bei dem österreichischen Musikhistoriker Erich Schenk (1902–1974), der in Deutschösterreich die „musikwissenschaftlichen Aufgaben der Arisierung“ übernommen hatte, hatte sich der Herausgeber Herbert Gerigk für dessen Zusammenarbeit an seinem Lexikon der Juden in der Musik mit den Worten bedankt: „Eine genaue Durchsicht der Wiener Promoventen [sic!] würde wahrscheinlich noch manchen fetten Juden zu Tage fördern.“

## Bände
- Christoph Willibald Ritter von Gluck. Gerber, Rudolf. 1941
- Robert Schumann. Korte, Werner.  1937
- Albert Lortzing. Killer, Hermann. 1938
- Friedrich Chopin. Egert, Paul. 1936
- Franz Liszt. Engel, Hans. 1936
- Johann Strauß. Schenk, Erich. 1940
- Peter Tschaikowsky. Gilse van der Pals, Nikolai van. 1940
- Antonín Dvořák. Sirp, Herman. 1939
- Edvard Grieg. Fellerer, Karl Gustav. 1942
- Johannes Brahms. Gerber, Rudolf. 1938
- Hugo Wolf. Litterscheid, Richard. 1939
- Hans Pfitzner. Müller-Blattau, Joseph. 1940
- Giacomo Puccini. Fellerer, Karl Gustav. 1937

Im Bestellzettel des Verlagsprospekts werden weitere Bände zu Gioacchino Rossini (Herbert Gerigk) und Georges Bizet aufgeführt.